# Roveň (Mladějov)
Roveň je vesnice, část obce Mladějov v okrese Jičín. Nachází se asi 2,5 km na severozápad od Mladějova. V roce  2009 zde bylo evidováno 84 adres. V roce 2001 zde trvale žilo 96 obyvatel.
Roveň leží v katastrálním území Roveň u Sobotky o rozloze 2,55 km². V katastrálním území Roveň u Sobotky leží i Kozlov.

## Historie
První písemná zmínka o obci pochází z roku 1406.

## Pamětihodnosti
- Hrad Nebákov, archeologické stopy
- Přírodní rezervace Podtrosecká údolí

## Další fotografie

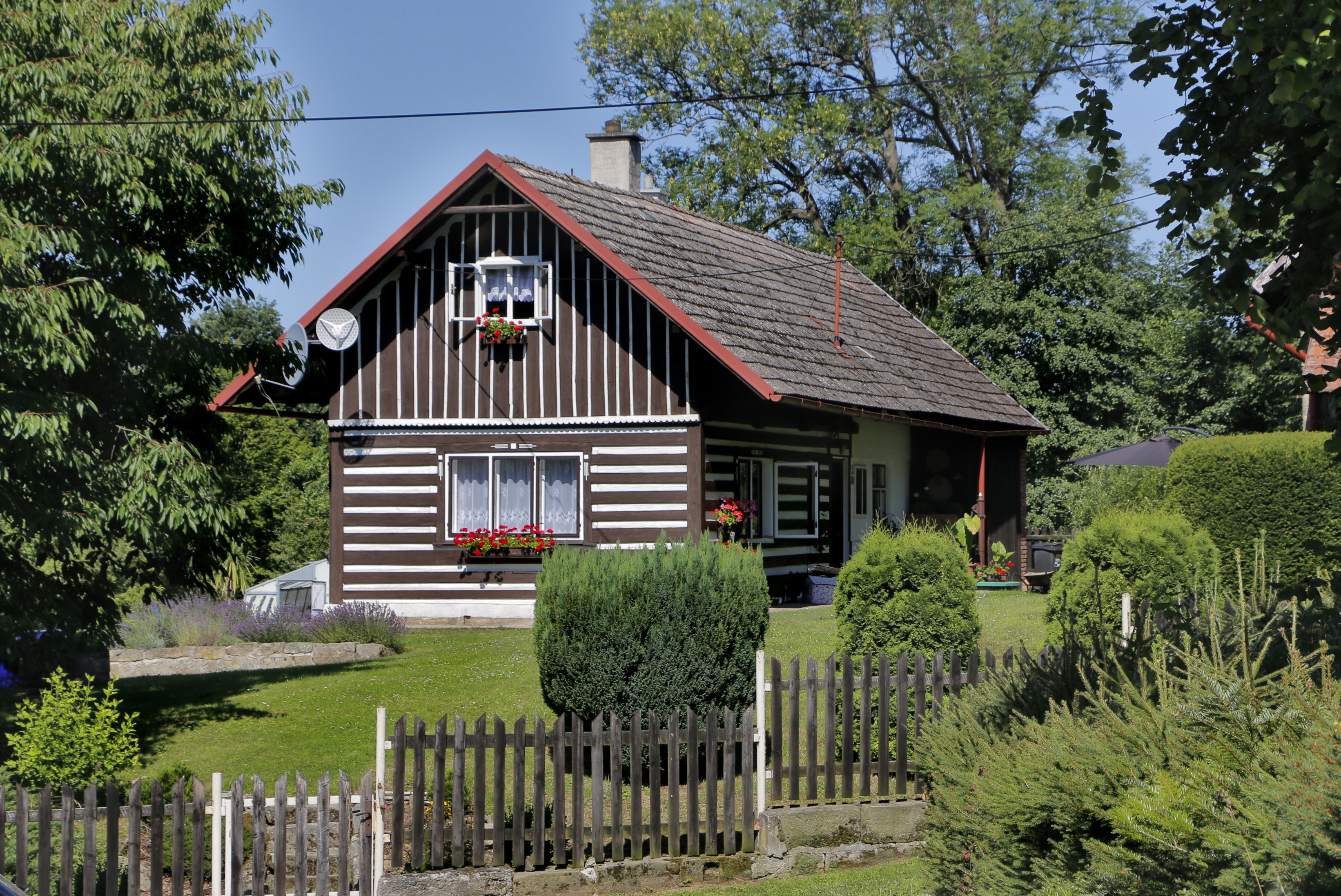
Roubenka
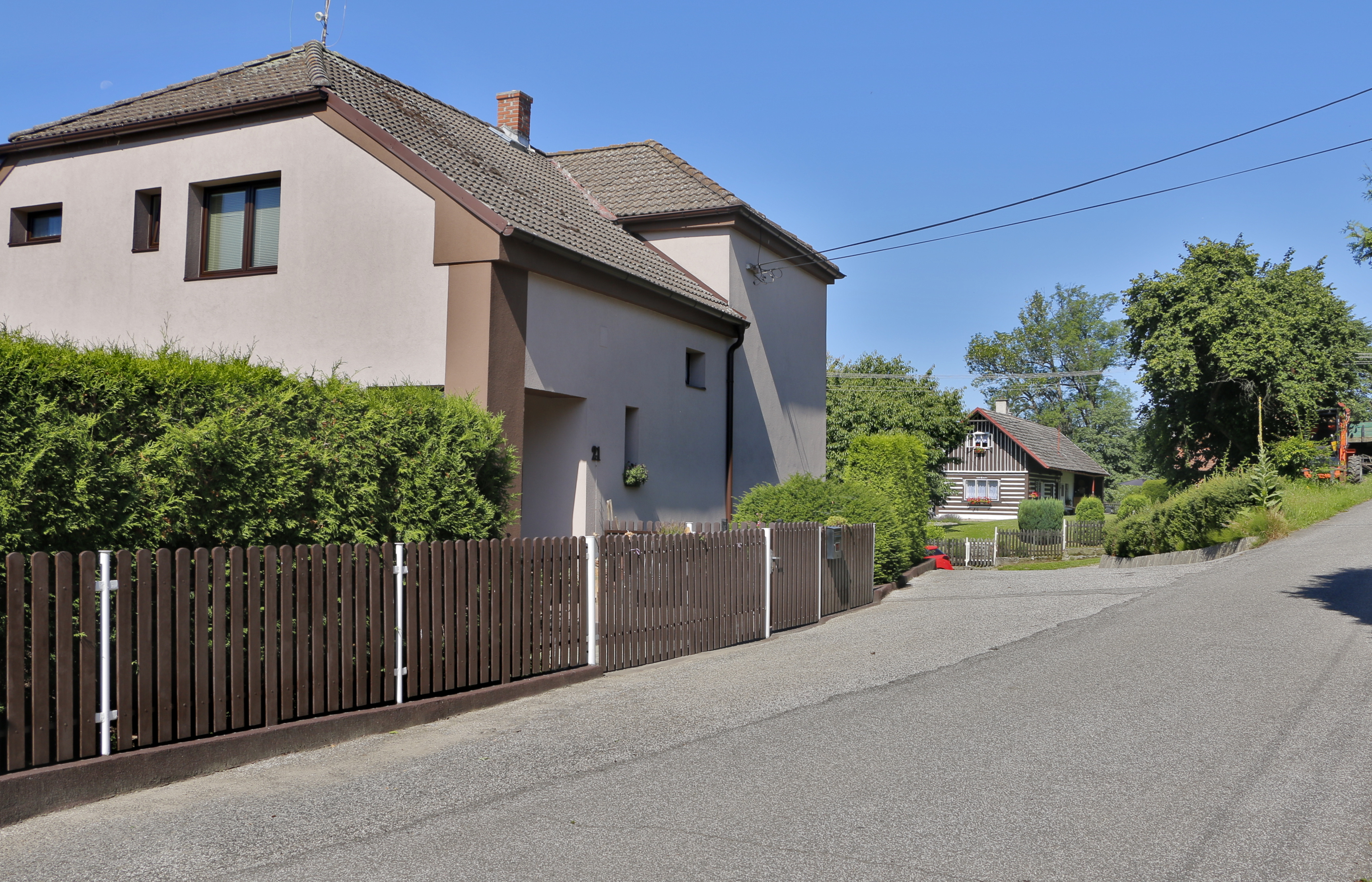
U návsi
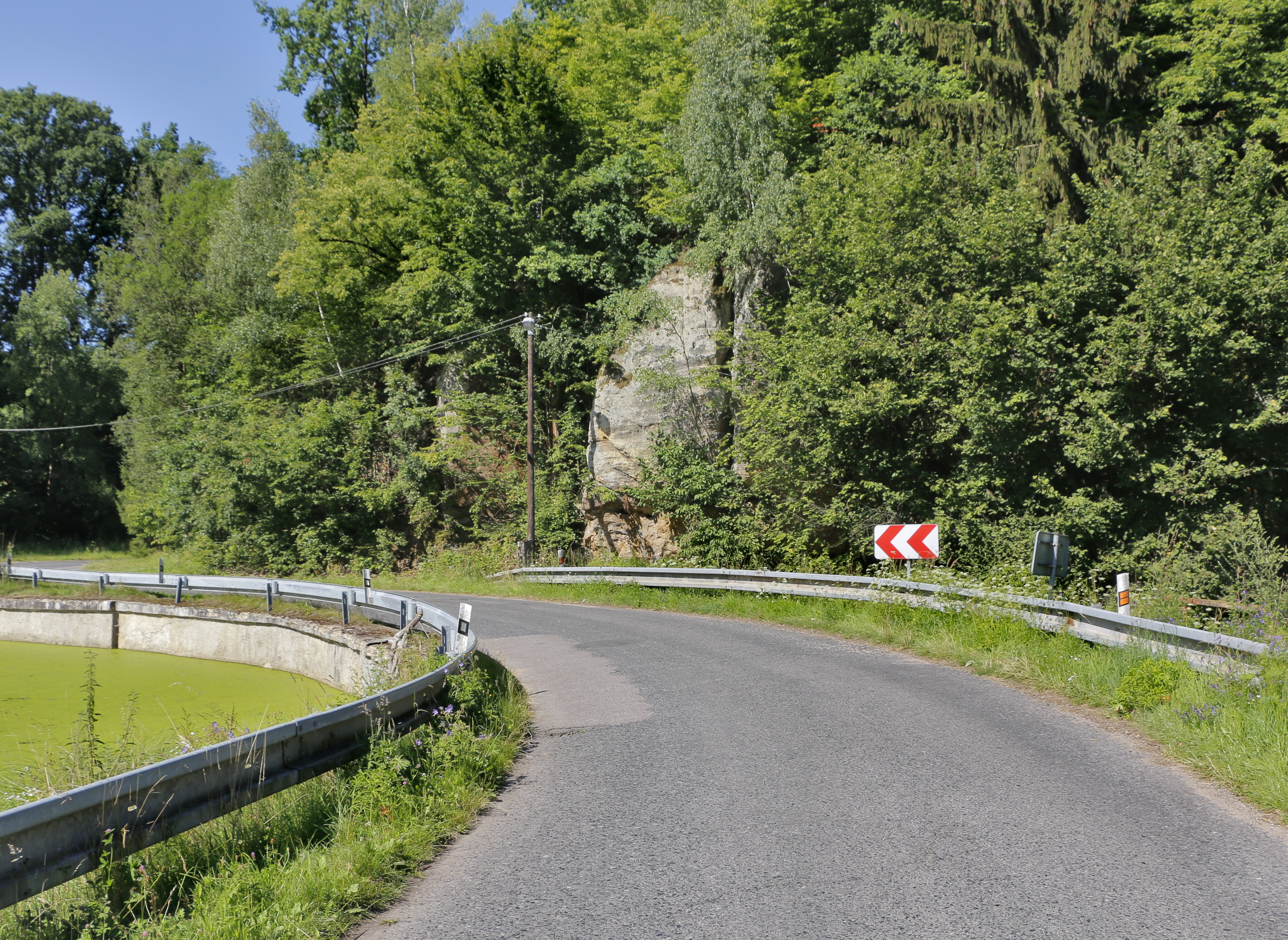
Skály u vesnice
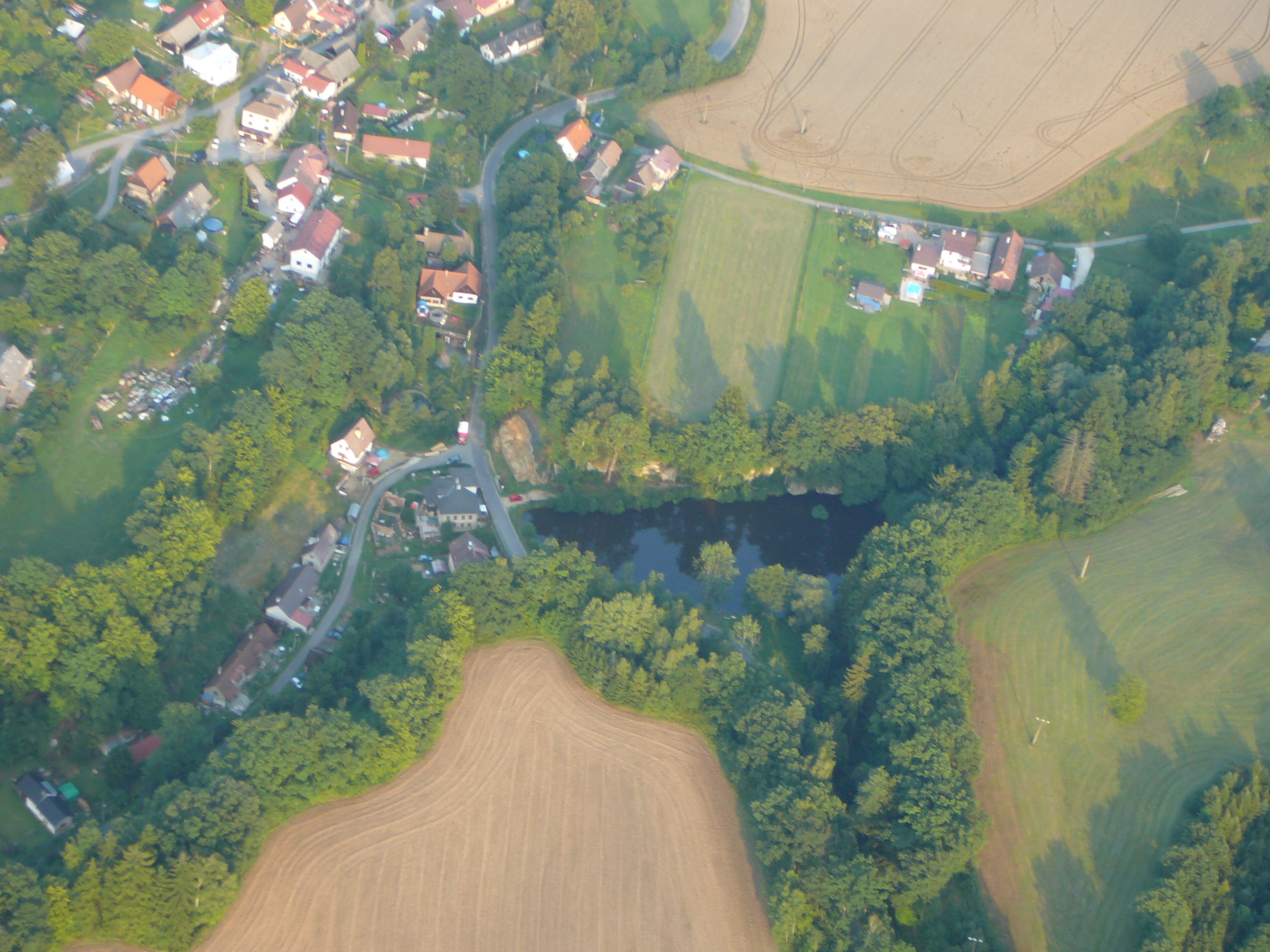
Pohled z balonu